# 아텍 카우종
아텍 카우종(A Tek Kaujong, 백화자: A-tek Káu-jiōng,  1592년 ~ 1661년)은 대만 중부 파포라족의 전사이다. 그는 동녕국 군대에 맞서 싸우던 중 매복 공격을 받아 전사했습니다. 역사 기록에는 아덕구양(阿德狗讓)으로 기록되어 있지만, 나카무라 다카시는 아텍 카우종이 실제 인물의 이름이 아니라 "다두판"(大肚番)의 별칭이라고 생각합니다.